# Autorité de contrôle en matière de lutte contre le blanchiment d'argent
L'Autorité de contrôle en matière de lutte contre le blanchiment d’argent, abrégé en AdC LBA, était une division de l'Administration fédérale des finances suisse, chargée de la lutte contre le blanchiment d'argent. 
Elle a été dissoute le 1er janvier 2009 et ses activités ont été reprises, entre autres, par l'Autorité fédérale de surveillance des marchés financiers (FINMA).